# La Rioja (Argentina)
|  | Per a altres significats, vegeu «Rioja». |

Àrea urbana de la ciutat de La Rioja segons el cens del 2001

La Rioja és una ciutat de l'Argentina, capital de la província homònima. Es troba al centre-est de la província, al departament de la Capital. Compta amb l'aeroport Capitán Vicente Almandos Amonacide (codis IRJ/SANL), amb vols a Buenos Aires i Catamarca. El 2010 tenia 180.995 habitants.
Juan Ramírez de Velasco, governador de Tucumán, fundà aquesta ciutat sota el nom de Todos los Santos de la Nueva Rioja, el 20 de maig de 1591, n'establí el cabildo i en va fer l'ordenació urbanística. El 1898 patí greus danys per un terratrèmol.

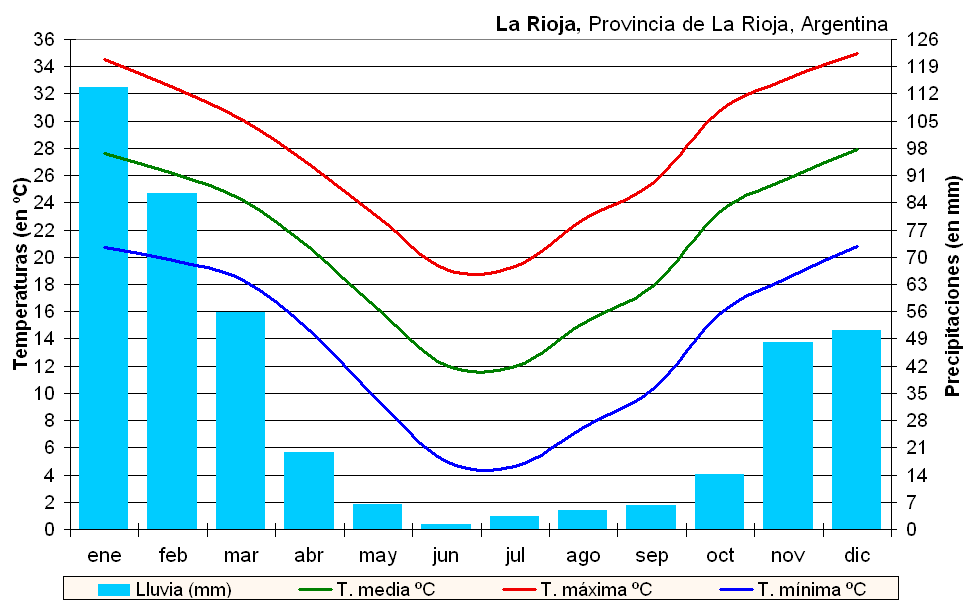
Climograma de La Rioja

La Rioja presenta un clima continental. Els hiverns són suaus i secs, amb temperatures mitjanes mensuals per sobre dels 10 °C i poca pluja, amb una alta oscil·lació diària. Els estius són plujosos i càlids, amb temperatures mitjanes d'uns 28 °C i màximes absolutes al voltant de 45 °C, una de les més altes de l'Argentina.